# 앵글로프리지아어
앵글로-프리지아어군(Anglo-Frisian)은 고대 영어, 고대 프리슬란트어, 그리고 그들의 자손들으로 구성된 언어군으로, 서게르만어군 중 북해 게르만어군에 속한다.
몇가지 음운 변화가 특징적인데, 예를 들어 서게르만조어의 ā [ɑː]는 /n, m/가 뒤따르거나 비음화된 환경이 없는 한 ǣ [æː]로 전설모음화되었으며, /k/는 구개음화되었다.

## 분류
앵글로프리지아어족은 다음과 같은 언어로 구성되어 있다.
앵글로-프리지아어
- 앵글어(도서 앵글로프리지아어족)
  - 영어
  - 스코트어(저지 스코틀랜드어)
  - 욜라어(사멸)
  - 핑갈어(사멸)
- 프리슬란트어(대륙 앵글로프리지아어족)
  - 서프리슬란트어
  - 동프리슬란트어
  - 북프리슬란트어

독일의 언어학자 Friedrich Maurer는 앵글로프리지아어족을 게르만어의 독자적 일파로 보지 않았다. 대신, 고대 프리지아어, 고대 영어, 고대 색슨어의 공통 조상인 북부 해양 게르만어를 제의했다.

## 예시
앵글로프리지아어족에 속하는 언어들의 1~10을 나타내는 단어들을 비교해 보면 다음과 같다.
| 언어           | 1       | 2               | 3        | 4       | 5     | 6     | 7      | 8      | 9       | 10    |
| -------------- | ------- | --------------- | -------- | ------- | ----- | ----- | ------ | ------ | ------- | ----- |
| 영어           | one     | two             | three    | four    | five  | six   | seven  | eight  | nine    | ten   |
| 스코트어       | ane ae  | twa             | three    | fower   | five  | sax   | sieven | aicht  | nine    | ten   |
| 욜라어         | oane    | twye            | dhree    | vowér   | veeve | zeese | zebbem | ayght  | neene   | dhen  |
| 서프리슬란트어 | ien     | twa             | trije    | fjouwer | fiif  | seis  | sân    | acht   | njoggen | tsien |
| 동프리슬란트어 | aan     | twäi twäin twoo | träi     | fjauwer | fieuw | säks  | soogen | oachte | njugen  | tjoon |
| 북프리슬란트어 | iinj ån | tou tuu         | trii tra | fjouer  | fiiw  | seeks | soowen | oocht  | nüügen  | tiin  |

## 같이 보기
- 고지 독일어